# Fred Polak
Frederik (Fred) Lodewijk Polak (Amsterdam, 21 mei 1907 – Wassenaar, 17 september 1985) was een Nederlands ambtenaar, hoogleraar, bestuurder en politicus voor de PvdA en DS'70. Hij is een van de grondleggers van de futurologie in Nederland.

## Leven en werk
Zijn vader was Alex A. Polak, violist en later concertmeester in het Concertgebouworkest. Zijn moeder was Jeannette Polak-Kiek, bekend voorlichster op het gebied van gezinsbudgettering. Polak studeerde, na het eindexamen gymnasium-A te Winschoten 1931, rechten en economie in Amsterdam. In 1936 trouwde hij de dichteres Louise Moor, met wie hij drie kinderen had. Voor de Tweede Wereldoorlog maakte hij deel uit van de raad van bestuur van een grote winkelketen. In de oorlog zat hij enkele jaren met zijn gezin ondergedoken in het huis van verzetsstrijdster Marion van Binsbergen.
Polak behaalde in 1946 cum laude zijn doctoraal in de filosofie en promoveerde een jaar later op het proefschrift Kennen en keuren in de sociale wetenschappen. In 1949 werd hij hoogleraar in de sociologie aan de Nederlandse Economische Hogeschool te Rotterdam. In zijn inaugurele rede De wentelgang der wetenschap en de maatschappij van morgen voorzag hij dat door de ontwikkelingen van de techniek, met name ook door die van de computers, grote veranderingen in de maatschappij zouden optreden. Machines zouden steeds meer de plaats innemen van menselijke arbeiders. Pessimistisch toonde hij zich over de invloed die de techniek had op de cultuur. Menselijke waarden konden hierdoor in het gedrang komen. Hij was de promotor van onder anderen Koos de Valk (1927-2012), die ook hoogleraar werd in de sociologie en filosofie aan de Nederlandse Economische Hogeschool, de latere Erasmus Universiteit Rotterdam.
Polak was van 1955 tot 1957 directeur van het Centraal Planbureau en verder onder meer adviseur van de minister van Onderwijs, Kunsten en Wetenschappen. Hij is auteur van vele publicaties op het gebied van de futurologie. Polak kreeg onderzoeksopdrachten van de UNESCO, de Ford Foundation en de Raad van Europa. Deze laatste organisatie bekroonde hem voor zijn tweedelige werk De toekomst is verleden tijd. Polak was oprichter en eerste voorzitter van Teleac. Verder was hij mede-stichter en ondervoorzitter van de Stichting Praemium Erasmianum die de Erasmusprijs toekent. Polak was wetenschappelijk adviseur voor talrijke bedrijven op het gebied van de langetermijnplanning. Ook zette hij zich in voor het oprichten van een Centraal Bureau voor Toekomst-Onderzoek, als aanvulling op reeds bestaande instanties als het Centraal Bureau voor de Statistiek en het Centraal Planbureau. Polak was ook voorzitter van Mankind 2000 International en secretaris-generaal van de International Society for Technology Assessment.
In 1962 was hij nauw betrokken bij het activisme van zijn vrouw tegen vivisectie.
Polak was lid van de PvdA en had voor deze partij zitting in de Eerste Kamer van 1963 tot 1966. Later stapte hij over naar het toen nieuwe DS'70, waarvan hij partijvoorzitter was van 1971 tot 1973. 
Het echtpaar Polak is in een gemeenschappelijk graf begraven op begraafplaats Westerveld in Driehuis.

## Voornaamste werken
- Kennen en keuren in de sociale wetenschappen (dissertatie Rotterdam, 1947)
- De wentelgang der wetenschap en de maatschappij van morgen (inaugurele rede Rotterdam, 1948)
- De toekomst is verleden tijd (Utrecht, 1955), vertaald in het Engels onder de titel The Image of the Future (1973)
- Hoopvolle toekomstperspectieven (1957)
- De nieuwe wereld der automatie (1958)
- Het hoger onderwijs: op de helling of op een hellend vlak? (1961)
- Hoe veroveren wij de toekomst? (1965)
- Prognostica (Deventer, 1968)
- De contraclub van Rome (Amsterdam/Brussel, 1972)
- Lof der botheid (Amsterdam/Brussel, 1973)
- Slow-motion mens. Een dier gedoemd tot uitsterven? (Amsterdam/Brussel, 1977)
- Vermetelste uitdaging. Leeft de Nieuwe Hemel in harmonie met God? (Alphen aan den Rijn, 1979)
- Wereldvrede blijft. Hoe Goliath door David met een ultraklein wapen opnieuw kan worden geveld (Baarn, 1983)
- Morgen is anders. De wedloop tussen mensen en kunst-mensen (Baarn, 1985)

- Bibsys: 90568651
- Biografisch Portaal: 78835561
- Digitale Bibliotheek voor de Nederlandse Letteren: pola036
- Gemeinsame Normdatei: 127351116
- International Standard Name Identifier: 0000 0001 0962 8628
- Library of Congress Control Number: n83227081
- Nationale Bibliotheek van Tsjechië: utb2010573920
- Nationale Bibliotheek van Israël: 987007275720805171
- Nederlandse Thesaurus van Auteursnamen: 068550251
- Parlement.com: vg09ll4tekwr
- Istituto Centrale per il Catalogo Unico: SBLV299428
- Système universitaire de documentation: 080905803
- Virtual International Authority File: 30556302
- WorldCat: E39PBJtRPPM8rvhMrtjjKdcpT3